# Philippicos
Vous lisez un « article de qualité » labellisé en 2025.
Philippicos (ou Philippicus, parfois Philippique ; en grec : Φιλιππικός) est brièvement empereur et usurpateur byzantin du 11 décembre 711 au 3 juin 713. De son vrai nom Bardanès ou Vardanis (Βαρδάνης, arménien Վարդան), il est d'une famille arménienne de haut rang au service de ses prédécesseurs.
Général sous Justinien II, affichant des prétentions impériales, il est exilé, d'abord sous Tibère III puis lors du second règne de Justinien. C'est lors de ce nouvel exil qu'il est placé à la tête d'une sédition partie de la possession éloignée de Cherson, en Crimée byzantine. De là, il parvient à prendre Constantinople et à mettre à mort son prédécesseur.
Son court règne de dix-sept mois ravive les controverses christologiques dans un contexte d'atermoiements croissants de la posture des empereurs sur les questions théologiques. Au-delà, il ne parvient guère à contrecarrer les périls extérieurs qui menacent son Empire, avec l'intensification des raids des Omeyyades en Anatolie et la pression des Bulgares en Thrace.
Au printemps 713, une révolte militaire met fin à son règne fragile mais c'est un civil qui profite des troubles pour s'emparer du pouvoir, en la personne d'Anastase II.

## Sources
Le règne de Philippicos intervient à une période de relative pauvreté des sources textuelles. Théophane le Confesseur est le principal auteur à couvrir cette époque, même s'il écrit bien après la mort de Philippicos. Sa chronique et celle bien postérieure de Michel le Syrien le présentent comme un homme cultivé et éloquent. Théophane souligne même le contraste entre l'intelligence de ses discours et l'indignité de son comportement, le jugeant notamment coupable d'adultère et d'hérésie. Les sources lui sont généralement hostiles en raison de son adhésion au monothélisme, une doctrine jugée hérétique par ses contemporains et plus encore par les érudits ultérieurs. Nicéphore Ier de Constantinople lui consacre quelques passages dans son Breviarium, partageant vraisemblablement le même matériau de base que Théophane, désormais perdu mais sûrement écrit par un contemporain de Philippicos. Au regard des avis tranchés de Nicéphore et surtout de Théophane à l'encontre de Philippicos, cette source disparue lui serait hostile.
En revanche, Judith Herrin a mis en exergue une autre source : le Parastaseis syntomoi chronikai, un texte anonyme qui s'attarde sur diverses constructions et statues de Constantinople mais qui éclaire parfois certains pans de l'histoire byzantine. Recueil de textes divers, vraisemblablement composés au VIIIe siècle voire sous Philippicos pour certaines parties, il est particulièrement favorable à l'empereur, décrit comme bon, presque naïf. Il aurait été manipulé pour promouvoir le monothélisme, comme une manière de le disculper de son hérésie. Selon une hypothèse tracée par Benjamin Anderson, cette magnanimité s'expliquerait par l'origine sociale des auteurs de ce texte, issus de la vieille aristocratie combattue par Justinien II, que Philippicos renverse, devenant ainsi un allié de cette classe sociale.
Comme souvent dans l'histoire byzantine, des perspectives extérieures à l'Empire peuvent être convoquées, comme Michel le Syrien, auteur syriaque du XIIe siècle dont l'avis sur Phlippicos est plutôt pondéré ou Movsès Kaghankatvatsi qui écrit depuis un point de vue arménien et permet d'appréhender plus précisément les relations entre l'Empire et les peuples du Caucase à cette époque. Quant aux affaires occidentales, notamment les relations avec la papauté, elles peuvent être éclairées par le Liber Pontificalis.

## Origine ethnique
Il est souvent considéré par les historiens modernes comme un Arménien sur la base de son prénom d'emprunt Bardanès (une forme hellénisée de « Vardan »). Celui-ci pousse d'ailleurs le généalogiste Christian Settipani à rattacher Bardanès à la famille Mamikonian à travers son père Nicéphore, patrice en 668, l'année de sa mort, fils de Bardanios, consul et de sa femme, une fille inconnue de Valentin, et petit-fils d'Artabasde et de sa femme — fille du général Philippicos et de sa femme Gordia —, issue d'une colonie arménienne à Pergame, ce dernier[Qui ?] peut-être le fils de Vardan III Mamikonian. Toutefois, selon l'historienne de l'Arménie médiévale, Nina Garsoïan, la thèse de la descendance de Bardanès et d'autres nobles arméno-byzantins des Mamikonian aussi « attrayante qu'elle soit […] ne peut être prouvée, faute de sources ». Par ailleurs, Wolfram Brandes réfute aussi la thèse d'une origine de Pergame. Il estime qu'il s'agit d'une mauvaise interprétation d'un écrit d'Agathon le Diacre, dans lequel il faut plutôt lire que Nicéphore, le père de Philippicos, est d'origine persarménienne, donc des provinces arméniennes traditionnellement du ressort de la Perse. Quoi qu'il en soit, Philippicos semble le premier exemple d'un notable arménien qui parvient à s'élever jusqu'au sommet de la hiérarchie impériale byzantine.

## Prétentions impériales et révolte

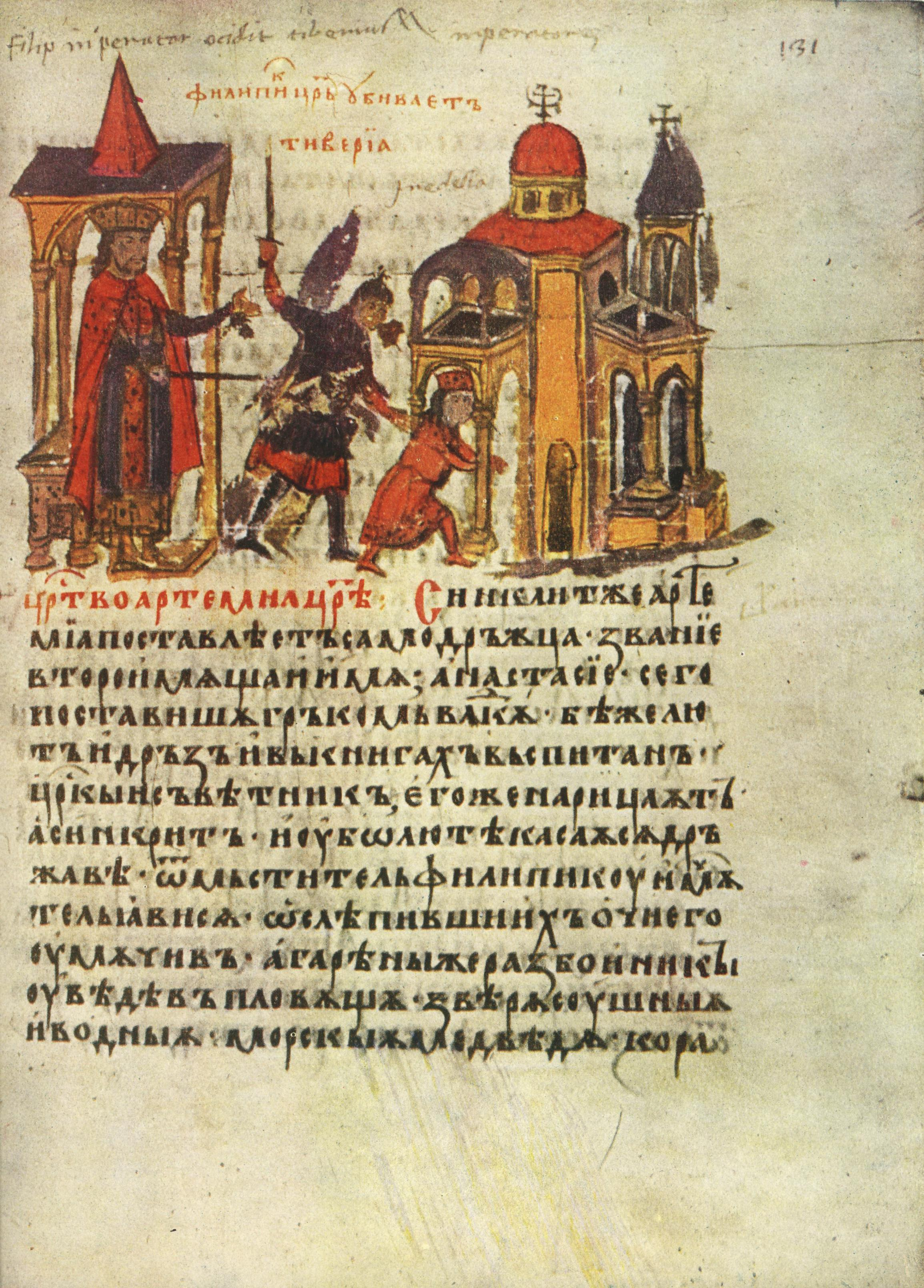
Philippicos fait assassiner Tibère, le fils de Justinien II, en 711. Miniature de la chronique de Constantin Manassès, Bibliothèque apostolique vaticane, Cod. slav. II.

Si les origines et les premières années de Philippicos sont largement méconnues, Théophane rapporte une prédiction que lui aurait faite un ermite du monastère de Kallistratos, vraisemblablement lors du premier règne de Justinien II. Il lui aurait garanti une destinée impériale, de même qu'il l'aurait incité à revenir sur le sixième concile. À deux reprises, en 695 lors de la révolte de Léonce puis en 698 lors de celle de Tibère III Apsimar, il s'étonne que d'autres accèdent à la pourpre avant lui, mais l'ermite l'aurait poussé à la patience. Toutefois, Philippicos aurait évoqué à d'autres cette ambition impériale, à tel point que Tibère III en a des échos et préfère l'exiler à Céphalonie, non sans l'avoir fait fouetter et tonsurer. Il est d'ailleurs possible qu'il ait subi un jugement vers 703, mentionné sans date précise par le Parastaseis. C'est seulement au retour de Justinien en 705 qu'il revient d'exil.
Bardanès apparaît dans les sources plus explicitement en 710, au moment de la révolte de Cherson, possession impériale en Crimée. L'enchaînement des événements est assez complexe puisque Justinien essaie d'abord de chasser les Khazars qui ont occupé la ville. La flotte qui se rend dans la région est dirigée par Mauros et Étienne Asmiktos mais comprend d'autres officiers dont Bardanès, peut-être pour y être exilé, et le spathaire Hélias. Les chroniqueurs qui lui sont hostiles se plaisent à rapporter une féroce entreprise de répression à l'égard de la ville, qui est laissée sous le gouvernement d'Hélias. Il est plus probable que l'empereur ait cherché à châtier ceux de l'élite locale qui ont pu coopérer avec les Khazars,. Or, dès que la flotte impériale repart, visiblement sans Bardanès, certains habitants ainsi qu'Hélias se tournent à nouveau vers les Khazars, obligeant Justinien à renvoyer une flotte, dirigée par le patrice Georges et l'éparque Jean, mais ceux-ci tombent dans un piège et sont exécutés. Il est probable que la ville s'attende à nouveau à être attaquée et préfère alors entrer en sédition ouverte. Elle se tourne vers Bardanès comme candidat à l'Empire, probablement en septembre 711,,. Selon Mikaël Nichanian, un tel choix s'explique par le statut d'opposant politique de Bardanès, son origine proche des milieux aristocratiques et une possible expérience militaire assez solide.
Pendant l'été, Justinien II envoie une nouvelle flotte sous le commandement du patrice Mauros. Celle-ci, en arrivant, aurait provoqué la fuite de Bardanès chez les Khazars. Dans le même temps, les Arabes attaquant sur la frontière orientale, Justinien quitte lui-même la capitale à la tête d'une armée qui atteint Sinope. Mais à Chersonèse Bardanès s'entend avec le khagan des Khazars, et Mauros se retrouve dans l'incapacité évidente de se rendre maître de la ville, laquelle obtient des Khazars qu'ils laissent partir Bardanès, semble-t-il contre une importante somme d'argent. Craignant de retourner affronter la colère de Justinien II, Mauros change de camp, et lui et sa troupe proclament aussi Bardanès empereur sous le nom de Philippicos, un patronyme grec jugé plus digne d'un prétendant à l'Empire,. Probablement en octobre, la flotte fait voile pour Constantinople,.

## Règne

### Une prise violente du pouvoir

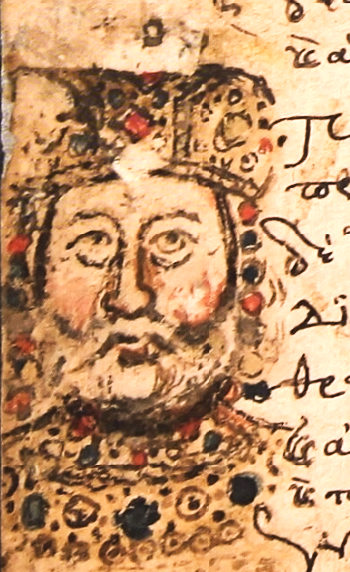
Portrait de Philippicos dans le Mutinensis gr. 122, manuscrit grec du XV.

Apprenant le tour pris par les événements, Justinien II rebrousse précipitamment chemin. Quand il arrive sur la rive asiatique du Bosphore, Philippicos et Mauros sont déjà entrés dans Constantinople, visiblement sans grande opposition. Ils font exécuter les principaux responsables de la cour de Justinien II ; son fils Tibère, six ans, est arraché à l'autel de l'église Sainte-Marie-des-Blachernes, malgré les supplications de sa grand-mère Anastasie, femme de Constantin IV, et égorgé par Mauros et un spathaire connu sous le nom de Jean Strouthos. Philippicos envoie également des hommes menés par Hélias débarquer devant le camp de Justinien II près de Chalcédoine, et ceux-ci réussissent à retourner une partie des troupes de l'empereur déchu, à le capturer et à le décapiter. La tête de Justinien est livrée à Philippicos, qui l'envoie à Ravenne et à Rome, tandis qu'un de ses fidèles, Barasbakourios, est aussi mis à mort. La date des événements n'est pas tout à fait claire mais le renversement effectif de Justinien intervient en novembre, soit le 4 novembre, soit le 24,.

### Aspects artistiques et iconographiques

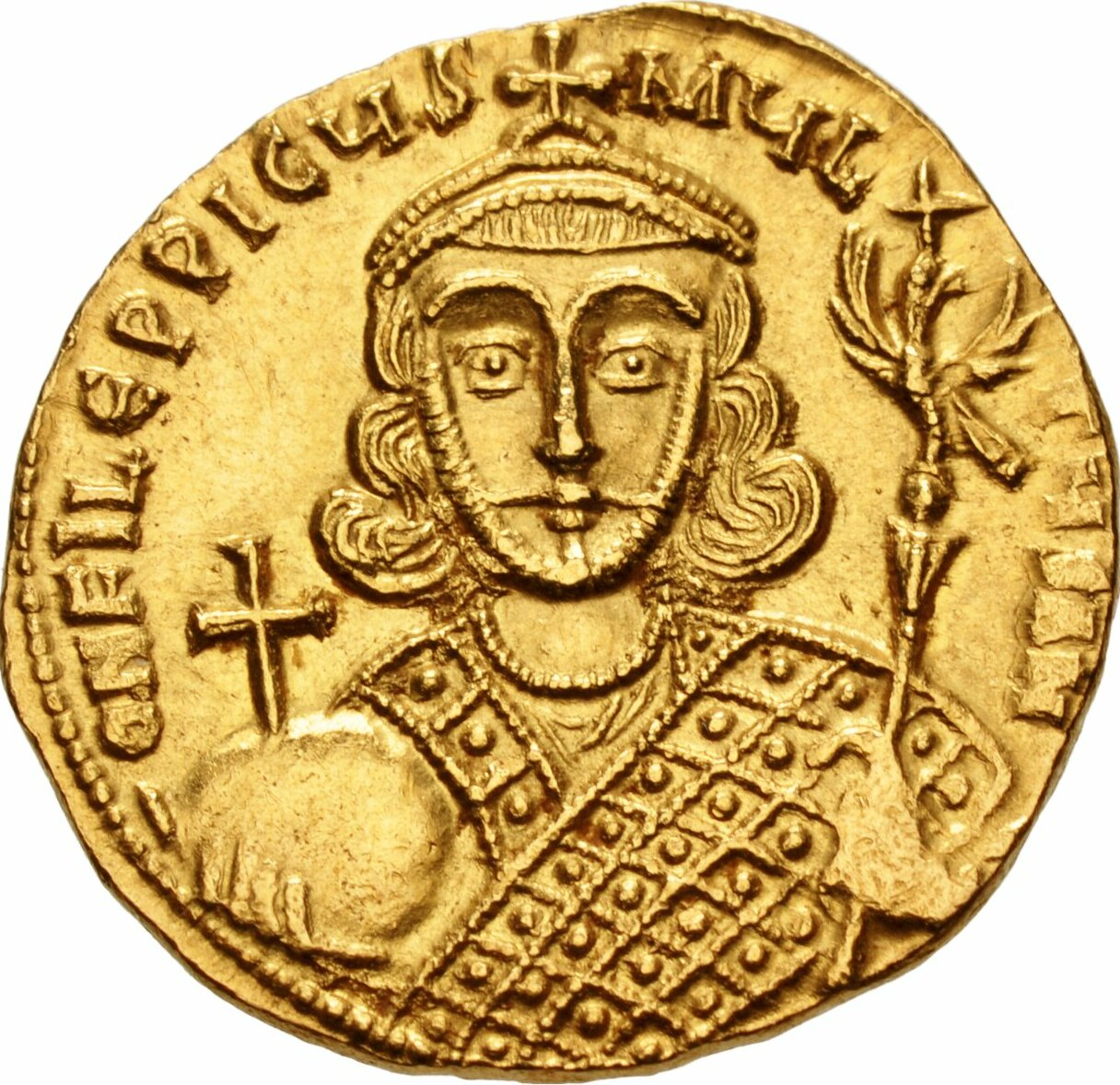
Gros plan sur la face d'un solidus représentant Philippicos.

Un aspect original du règne de Philippicos, décrit dans le Parastaseis, est son lien apparent avec l'art antique et païen. Celui-ci transparaît à l'occasion d'une enquête qu'il commandite pour faire la lumière sur les causes de la mort d'un dignitaire de la cour, le chartulaire Himérios, mort lors d'une inspection de la collection de statues entreposées dans le quartier du Kynegion, probablement pour les recenser. Il aurait demandé à faire enterrer la statue liée à cette mort. Le Patria de Constantinople, plus tardif et parfois moins fiable, lui attribue aussi la destruction de deux statues du port de Sophia, en raison d'inscriptions divinatoires de nature païenne,. Par ailleurs, il se fait représenter au sein des bains de Zeuxippe, connus pour leur riche décoration, et ce portrait, qu'il s'agisse d'une mosaïque ou d'une statue peinte, semble bénéficier d'une réelle estime parmi les artistes byzantins. Ce choix de se faire ainsi figurer est certainement à rattacher à une forme de propagande impériale alors assez courante, en particulier dans un lieu aussi symbolique et proche du centre du pouvoir que les bains de Zeuxippe, longtemps réputés pour leur collection de statuaire impériale en partie détruite lors de la sédition Nika de 532.
Dans l'iconographie de Philippicos telle qu'elle apparaît sur les sceaux et les monnaies qui lui sont rattachés, celui-ci présente la particularité de porter un sceptre couronné d'un aigle. Plus classiquement, il porte le loros et l'orbe crucigère, symbole traditionnel du pouvoir impérial, tandis qu'il abandonne la représentation du Christ sur les pièces de monnaie, rompant ainsi avec son prédécesseur. Vasilika Penna et Cécile Morrisson ont interprété ces variations et ces traits spécifiques comme autant d'éléments distinctifs dans une période d'intense concurrence pour le pouvoir suprême. Ainsi, Anastase II, qui prend le pouvoir en 713, adopte la chlamys en lieu et place du loros.

### Politique religieuse

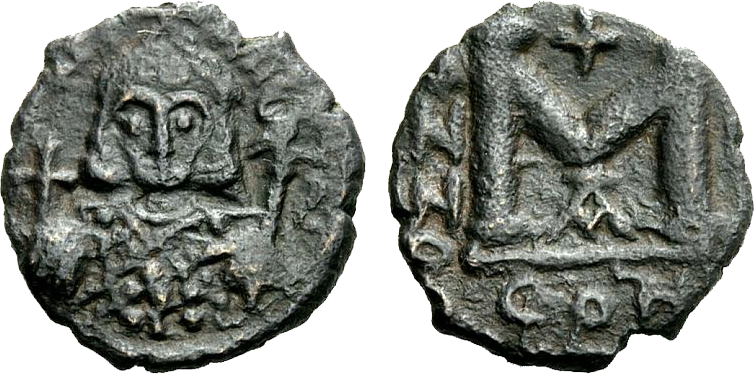
Follis frappé sous le règne de Philippicos, le représentant à l'avers.

Comme d'autres Arméniens au service des Byzantins, Philippicos est favorable au monothélisme, une doctrine conçue sous Héraclius pour réconcilier l'Église orthodoxe grecque avec les monophysites, majoritaires dans certaines régions du Proche-Orient chrétien. Toutefois, cette doctrine a été condamnée comme hérétique par le concile œcuménique de 680 de Constantinople. Deux mois après son entrée à Constantinople, Philippicos dépose le patriarche Cyrus de Constantinople qui défend les conclusions du concile et le remplace par Jean VI de Constantinople, d'accord avec lui. Dans un édit impérial, il désavoue les décisions du sixième concile œcuménique dont il fait brûler les actes conservés à Constantinople et décrète le monothélisme seule doctrine autorisée. Un concile purement byzantin est ensuite organisé : la majorité des évêques souscrivent à l’édit impérial, y compris le futur patriarche Germain Ier de Constantinople, qui est alors métropolite de Cyzique,. Et pour que personne ne se trompe sur ce changement radical, il fait enlever une inscription commémorative du sixième concile placée sur la porte du Milion, face au palais impérial, la remplaçant par une représentation de l’empereur et du patriarche Serge, ancien champion du monothélisme,.
Ce choix doctrinal de Philippicos peut s'expliquer par un souhait de rassembler les chrétiens contre la menace musulmane de plus en plus pressante. En revanche, il faut tempérer l'idée que son ascendance arménienne explique un tel choix. En effet, cette doctrine est loin de faire l'unanimité parmi les Arméniens et a plutôt été élaborée au sein de l'Empire byzantin comme formule de compromis. Quelques éléments de la politique étrangère de Philippicos traduisent ce souci d'une alliance des chrétiens. Ainsi, il fait libérer les fils du prince de l'Albanie du Caucase, qui servent comme otages à la cour de Constantinople. Ils reviennent dans leur région d'origine avec un morceau de la Vraie Croix en guise de cadeau diplomatique. En revanche, à l'intérieur de l'Empire, il adopte une posture beaucoup plus autoritaire et tente de contraindre les Arméniens y résidant à reconnaître l'autorité de l'Église de Constantinople, faute de quoi les récalcitrants sont menacés d'expulsion. Le résultat est une émigration des Arméniens, qui cessent de voir en Byzance leur protectrice, vers les pays arabes,.
Dans l'ensemble, les historiens notent l'adhésion de certaines personnalités religieuses à ce mouvement impulsé par Philippicos, à l'image des ralliements de Germain ou d'André de Crète,. Dans cette période troublée, marquée par les périls militaires, il est tentant de voir dans les malheurs de l'Empire une conséquence de certains choix impériaux, notamment l'excessive promotion des canons du concile de Chalcédoine et le rejet total du monophysisme et de ses branches. Plus largement, il est possible d'inscrire le mouvement de Philippicos dans la tendance plus large de l'Empire aux atermoiements théologiques. Bientôt, l'émergence de l'iconoclasme, lui aussi causé pour partie par la volonté de régénérer l'Empire en proie aux doutes et aux défaites, en est une autre illustration,.

### Politique italienne
À Rome la position de l’empereur provoque une violente opposition, dans un contexte de rupture croissante entre les deux pôles de la chrétienté. Le pape Constantin, qui a rencontré Justinien II juste avant l'arrivée au pouvoir de Philippicos pour aplanir les relations avec Constantinople, est destinataire d'une lettre de l'empereur. Considérant celle-ci comme provocatrice et porteuse de termes hérétiques, Constantin réagit en interdisant de reproduire l’effigie de l’empereur sur des pièces de monnaie, de référer à son règne dans la datation de documents et même d’inclure son nom dans les prières de l’Église. De plus, il donne l’ordre de faire placer dans l’église de Saint-Pierre les images non seulement du sixième concile, mais également des cinq précédents. Les divergences théologiques sur la nature du Christ trouvent ainsi leur expression dans l’adoption ou l’exclusion de certaines images,. Plus encore, une partie de la population romaine s'oppose à la nomination en 713 d'un nouveau duc de Rome par Philippicos, en la personne de Pierre. Elle lui préfère le duc en place, Christophe, et des émeutes urbaines éclatent, nécessitant l'intervention du pape pour calmer le jeu, démontrant que Constantin n'est pas prêt à une rupture totale avec Constantinople. Finalement, le conflit ne trouve son dénouement qu'après la déposition de Philippicos.
Si les relations avec Rome sont exécrables, Philippicos semble s'être efforcé de gagner les faveurs de Ravenne, la capitale de l'Italie byzantine et cible de sévères répressions sous Justinien. Ainsi, sa révolte à Cherson s'accompagne de la libération de Félix, l'archevêque de la ville italienne aveuglé et exilé par Justinien en Crimée. Félix revient à Ravenne où il informe l'empereur que les trésors de l'église locale ont été pillés par les soldats de Justinien. Selon Agnellus de Ravenne, Philippicos fait en sorte de récupérer les biens volés et de les restituer en Italie.

### Lutte contre les Bulgares et les Arabes

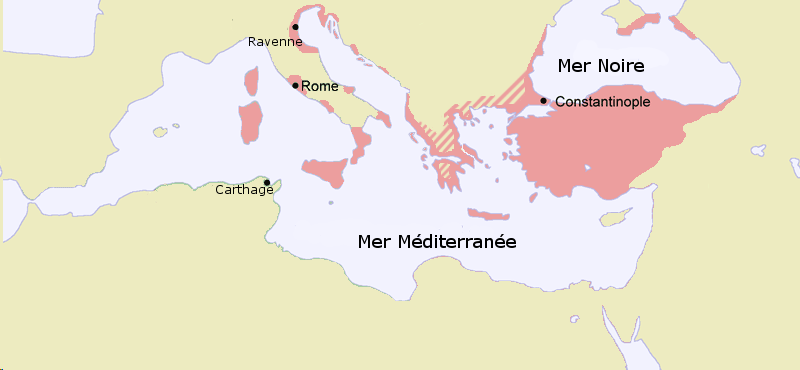
L'Empire byzantin en 717. L'espace hachuré regroupe des régions européennes disputées entre Byzantins, Bulgares et peuples slaves.

Le bref règne de Philippicos voit la situation extérieure de l'Empire s'aggraver et ses actions militaires sont souvent critiquées pour leur inefficacité, voire leur absence. Profitant de la confusion engendrée par le changement de gouvernement à Constantinople, les troupes arabes, commandées par Maslama ben Abd al-Malik, pénètrent très loin en Asie mineure en 712, mettant à sac les villes d'Amasia et de Gangres, sur le territoire des Arméniaques, et de Misthia, sur celui des Anatoliques ; elles hivernent dans cette dernière région, et au printemps 713 détruisent complètement la ville d'Antioche de Pisidie, qui ne s'en releva jamais,,. Progressivement, la pression arabe sur l'Empire s'accroît et Constantinople apparaît de plus en plus comme une cible à venir des raids musulmans. Pendant ce temps, le khan bulgare Tervel, voulant venger le meurtre de son ancien allié Justinien, déclare la guerre à Philippicos. Selon le diacre Agathon, il aurait également réagi à l'arrêt du paiement d'un tribut par Philippicos. Après avoir traversé la Thrace sans difficulté, ce qui montre la faiblesse des défenses byzantines en Europe, il arrive jusqu'aux murailles de Constantinople après avoir pillé les riches villas de l’élite constantinopolitaine dans les alentours directs de la capitale, puis se retire avec un important butin,.
L'empereur n’a d’autre choix que de rappeler en Europe des troupes du thème de l’Opsikion en Asie mineure sous le commandement du stratège (général) Georges Bouraphos, pour défendre les cols qui mènent en Thrace. Walter Emil Kaegi a mis en évidence l'impact de cette option dans un contexte militaire et politique très fragile. Alors que l'Empire peine à défendre ses frontière sur deux fronts, le transfert des troupes asiatiques, plus nombreuses et aguerries, favorise les mutineries et les met directement au contact de Constantinople, tout en soulignant les faiblesses militaires d'alors.

## Chute

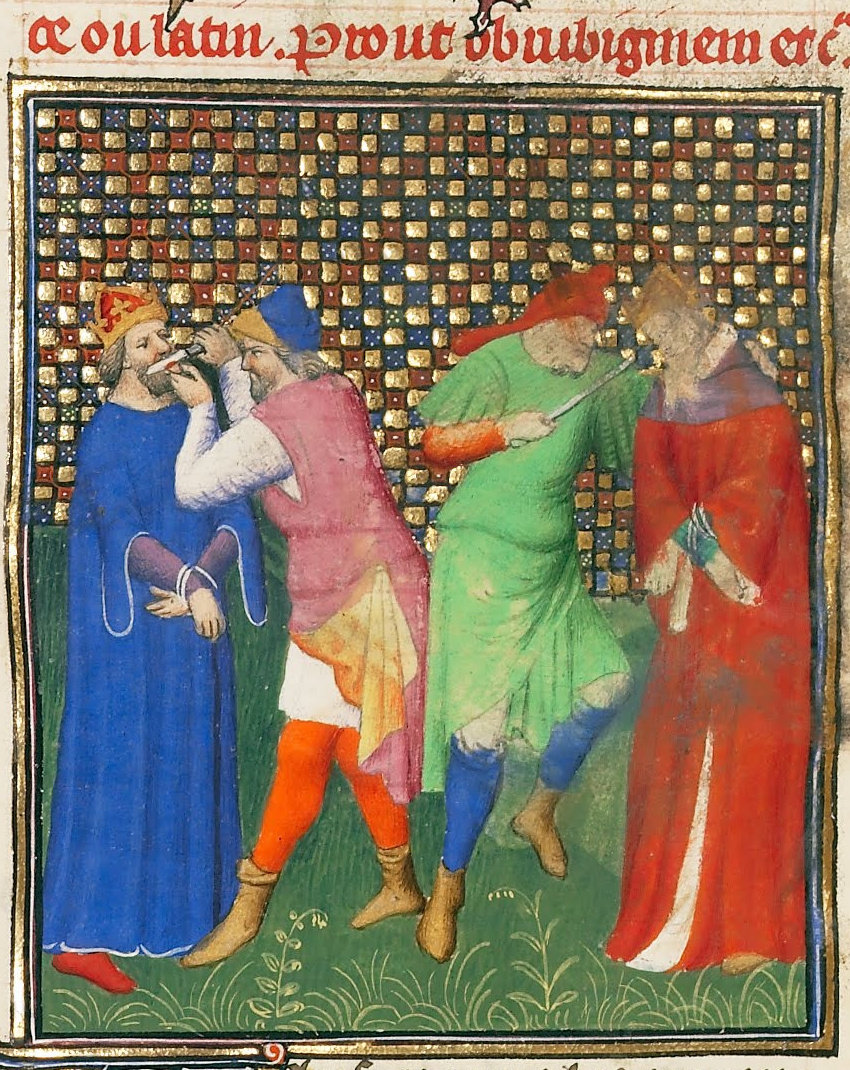
Miniature du Maître de Boucicaut représentant la mutilation du nez de Justinien et l'aveuglement de Philippicos, à droite. Du cas des nobles hommes et femmes, vers 1413-1415, J. Paul Getty Museum, Ms. 63, f. 290v.

Ce mouvement de troupes a un impact funeste pour Philippicos. Le contingent de l'Opsikion, visiblement privilégié par Justinien II, a probablement gardé un ressentiment à l'encontre de Philippicos. Georges Bouraphos, allié à un patrice nommé Théodore Myakios, prend la résolution de mettre fin au règne de Philippicos. Le samedi 3 juin, veille de la Pentecôte, il envoie à Constantinople une troupe de soldats commandée par un de ses officiers, Rouphos. La cité est alors en pleine effervescence, à l'occasion des Jeux donnés pour célébrer l'anniversaire de la fondation de la ville. Philippicos saisit l'occasion, après la victoire des Verts, pour profiter publiquement des bains de Zeuxippe avant de déjeuner avec une partie des notables de la cité, de lignées anciennes. La nature exacte de cette catégorie sociale fait débat mais il est possible d'y voir les héritiers d'une vieille aristocratie romaine exilée dans l'Empire byzantin ou bien les descendants des premières grandes familles installées dans la ville,. Philippicos aurait essayé de se la rallier pour consolider sa légitimité fragile, alors même que son prédécesseur semble avoir combattu cette même classe sociale.
Peu après, les factieux, qui pénètrent dans la ville par la porte Dorée, surprennent Philippicos dans le palais pendant une sieste. Ils s'emparent de lui, le conduisent à l'hippodrome et lui crèvent les yeux dans l’ornatorion (le vestiaire) des Verts. Cette mutilation l'empêche définitivement de régner. C'est alors la première fois que l'aveuglement est utilisé à l'encontre d'un ancien empereur, remplaçant la mutilation du nez jusqu'alors pratiquée pour frapper un homme d'indignité impériale. Cette évolution s'explique vraisemblablement par le fait que Justinien a su reprendre le pouvoir malgré la perte de son nez,.
Dans un article dédié, Judith Herrin s'est interrogée sur les circonstances de ce coup d'État, mené par un corps relativement restreint de l'armée mais particulièrement influent, puisqu'issu du prestigieux corps des Opsikion, dont le transfert en Europe aurait précipité la sédition. Par ailleurs, le fait que la mutilation de Philippicos ait eu lieu dans un endroit dédié aux Verts, ou lié à ces derniers, implique une participation de cette faction dans le complot. Si Alan Cameron postule que le rôle de ces factions est à cette époque devenu principalement symbolique, Judith Herrin préfère y voir une preuve de leur complicité. Elle souligne également la rapide consécration d'Artémios comme empereur, soutenu par plusieurs cercles influents de la capitale qui auraient pu être dans la confidence de l'événement.
De même, la chronologie des événements reste pour partie mystérieuse car les jeux commémorant la création de la cité sont généralement tenus le 11 mai et le coup d'État intervient le 3 juin. Il est possible que les deux épisodes soient disjoints ou bien que les jeux aient été reportés de quelques semaines.
Quoi qu'il en soit, il est probable que le but du complot est de faire proclamer Georges Bouraphos empereur, mais les conspirateurs perdent le contrôle des événements. Ce tournant plaide pour une participation active d'éléments constantinopolitains dans le complot contre Philippicos, dont le renversement ne doit pas qu'à l'initiative des troupes de l'Opsikion. Le lendemain, c'est le protasekretis (Premier secrétaire) de Philippicos, Artémios, qui est proclamé par une foule rassemblée à Sainte-Sophie, sous le nom d'Anastase II,. Ce dernier fait châtier les conspirateurs par la loi du talion : le 10 juin, Théodore Myakios est aveuglé et exilé. Georges Bouraphos subit le même sort le 17 mais Rouphos est semble-t-il épargné. Quant à Philippicos, il est exilé dans le monastère urbain des Dalmates où il serait mort le 20 janvier 714 selon le Chronicon altinate ou 715 (selon Grierson).